# Guds immanens
Guds immanens är inom religionsfilosofi och teologi Guds närvaro i världen. Uppfattningen finns uttryckt bland annat inom hinduismen, och spår av den finns redan i de tidiga grekiska naturfilosofernas hylozoism.
Inom kristendomen handlar närvaron om Guds handlande i historien, inkarnationen eller den Helige Andes närvaro i världen. Inom andra religioner kan immanens förstås panteistiskt eller på något annat sätt.